# Death metal técnico
Death metal técnico (também conhecido como techdeath e por vezes sinônimo de death metal progressivo), é um termo utilizado para descrever bandas no subgênero death metal que focam em ritmos e estruturas musicais mais complexos. Os artistas de death metal começaram a explorar mais profundamente o gênero, experimentando uma variedade de estruturas musicais incomuns como, tempos quebrados, atonalismo, cromatismo e outros. Como resultado dessas experiências, exemplificado pelas obras de Cynic, Atheist, Sarcófago, Death, Pestilence, e outros, o death metal técnico estabeleceu-se como um estilo musical complexo e variado.
O Death metal técnico incorpora uma grande variedade de influências de gêneros como o jazz fusion, rock progressivo e música clássica europeia. As músicas do estilo tendem a serem escritas sem melodias distintas, com assinaturas de tempo compostas e, muitas vezes, riffs de guitarra dissonantes ou atonais.

## Início
As experimentações com formatos de death metal mais técnico começaram no fim dos anos 1980 e início de 1990 por bandas como o Death, Sarcófago, Morbid Angel, Suffocation, Monstrosity, Pestilence, Atheist e Cryptopsy.
Em 1989 foi lançado o álbum de estreia do Atheist, intitulado Piece of Time, seguido por Nocturnus com The Key, em 1990. Em 1991 o Death lançava Human. Este álbum do Death e os álbuns seguintes, provaram ser influentes entre as bandas de death metal técnico de 1990 e 2000. Também em 1991, a banda brasileira Sarcófago, lançava o álbum The Laws of Scourge, uma inovação para a banda e para a época. Outros álbuns desta época são Effigy of the Forgotten (1991) por Suffocation, Considered Dead (1991) por Gorguts, Nespithe (1993) por Demilich e Focus (1993) por Cynic. Embora a banda Cynic tenha sido reconhecida por sua técnica apurada, ela não foi totalmente compreendida até meados dos anos 1990, quando outras bandas criaram músicas que acentuaram o que eram então estabelecido como as "fronteiras do death metal".

## Atualmente
Bandas classificadas por serem ícones para o death metal técnico incluem: Necrophagist, Spawn of Possession, Defeated Sanity, Opeth e Martyr.
Atualmente, grandes nomes do subgênero são: Archspire, Decapitated, Psycroptic e Beneath the Massacre. Bandas como Origin, Dying Fetus e Nile combinam ritmos complexos com a brutalidade do brutal death metal, formando o chamado brutal death metal técnico. Também percebe-se uma ascensão do death metal progressivo, com representantes como Obscura, Beyond Creation, The Faceless, Gojira e Rivers of Nihil.